# D0高速公路 (捷克)
D0高速公路（捷克語：Dálnice D0）是捷克的一條高速公路，是首都布拉格的外環路（Pražský okruh），全長39公里（完成後80公里）。
首期工程1977年開工，1983年通車。目前未完工的、連接別霍維采—D1高速公路和魯濟涅—薩塔利切的路段，預計2024年全部完成。